# ナガシマスカ

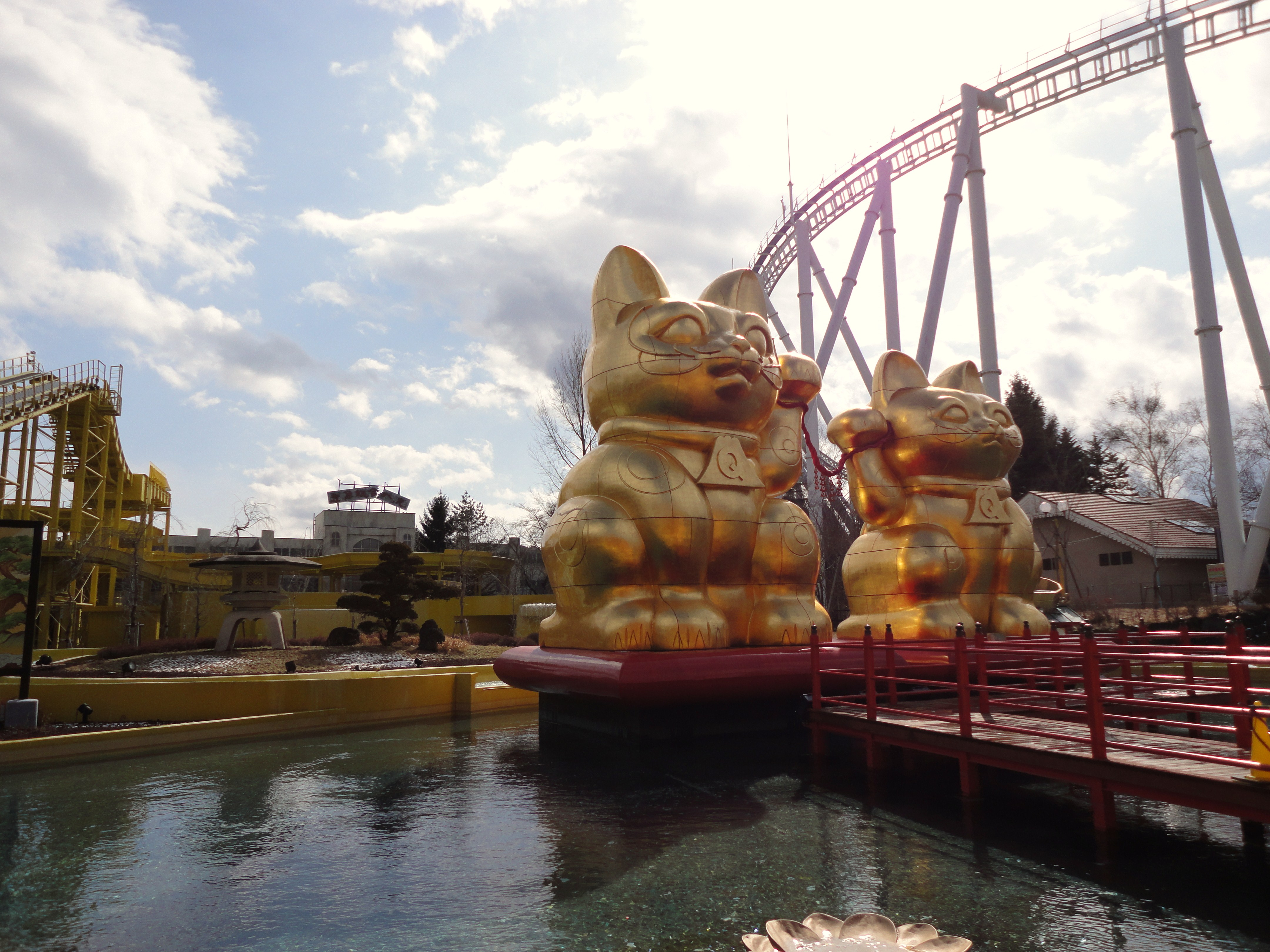
ナガシマスカの招き猫

ナガシマスカ (NAGASHIMASUKA) は、富士急ハイランドにあるウォーターアトラクション。2008年7月26日より営業開始。

## 概要
4人乗りの円形ボート、通称「タライブネ」が高所まで巻き上げられ、水路を流れていくというラフティング型ウォーターアトラクション。円形ボートタイプのウォーターアトラクションで巻き上げ装置があるのは日本初登場となる。また、様々な水の仕掛けも用意されている。
コースは前半が高所に設置された水路を流れていく。巻き上げが終わると、急な傾斜を滑り下りて水路に入る。二重螺旋の「うずまきすべり台」、2つの段差を下る「こぶこぶすべり台」、大きな渦巻きに吸い込まれるような「うずまきの滝」がある。
後半は池の上を流れていく。お社の前には大きな金のマイクがあり、ここで「お手を拝借、ヨーッ、ポン、ポン」という声に合わせて2回拍手を打つと、大きさによって金の招き猫の前でかかる水の量が変化する。最後には金のタライから水を浴びてゴールとなる（これらの仕掛けは後述のリニューアルで廃止された）。
「恋愛成就のアトラクション」とされている。水路の水には御利益があり、水がかかればかかるほど体の厄が落とされ、恋愛が成就するという設定がされている。
シンボルは金箔を約4000枚使用した高さ10m（雄）と8.65m（雌）の夫婦の招き猫、通称「お猫様」。恋愛成就という設定から、雄の左手と雌の右手は赤いひもで結ばれている。この招き猫には裏表に顔があり、表側は穏やかな表情をしているが、裏側は大口を開けて叫んでいるような表情になっている。なお、この招き猫は日本招猫倶楽部より、世界最大の招き猫ペアとして認定された。
2019年7月20日より、リニューアルされ「ナガシマスカ ～水ましですか～」と副題が付いた。主に後半の池の部分が変更され、池の中やお猫様の口から水が噴き出るようになったり（なお、これらの仕掛けによる水は乗客にかからないようになっている）、乗り場手前の橋から濃いミストが出る仕掛けが追加された。他には以下の点が変更された。
- 待ち列に設置されているモニターから流れる映像の変更（世界各地から水が噴き出たというニュース番組のパロディ）。
- 絶叫優先券専用入口の変更（通常入口向かって左側の通路。リニューアル前の専用入口は出口に変更）。
- 乗り場の荷物ロッカーを待ち列側に移設。
- 従来の出口を廃止し、アトラクションを利用しなくてもお猫様の前まで行けるようになった。

## トラブル
- 2008年8月5日午後7時20分頃、乗客3人を乗せた円形ボートが地上18メートルの巻き上げリフト頂上付近で停止。 同日夕方の雷雨が電気系統に影響を及ぼし、リフト頂上付近でボート位置を確認するセンサーが誤作動を起こした事が原因。 センサーを交換し、翌日から運転を再開した。

## その他
- 大型ウォーターアトラクションの新設は、1995年のグレート・ザブーン（現クール・ジャッパーン）以来約13年ぶりである。
- このアトラクションの開業時のスポンサーはトステム（現LIXIL、現在は撤退）であるが、同社の製品「くるりんポイ排水口」と前述のコースの一部「うずまきの滝」が似ている事から賛同を得たという。
- オープニングセレモニーには猫ひろしとチェリー☆パイが登場した。セレモニー終了後、ナガシマスカに乗車した。この時の様子はYouTubeで見ることができる。
- キューライン（順番待ちスペース）では時々「飛沫三十郎（しぶきさんじゅうろう）」と名乗る男性が現れ、ナガシマスカのありがたい話をしてくれたり、拍手を打つ練習をする。このお話の途中で三十郎に目をつけられた乗客は、前述の金のタライでの水の量が通常より多くかかる事になる。ちなみに、飛沫三十郎は椿三十郎のもじりである。
- スタッフの衣装は和をテーマにしているが、園内のアトラクションスタッフの中では最も派手な衣装である。
- 水路の水は、富士山の天然湧水を使用している。
- 4大コースターを始めとする屋外のアトラクションは雨や強風の場合運休してしまうが、ナガシマスカは雨やある程度の風でも運行が可能である。雨天時、屋外の絶叫アトラクションが運休の時でも楽しめるようにという事から建設されたという。
- 冬期は、ボートにアクリル製のカバーが設置され、コース内にある様々な水の仕掛けは作動しない。

## スペック
- 全長：500m
- 最高部高度：18m
- 最高速度：29km/h
- 所要時間：4分30秒
- 定員：4名（1台）
- 料金：1,500円
- 乗車規定：身長110cm以上　年齢65歳未満（身長130cmまでは中学生以上の付き添いが必要）
- 総工費：約11億円
- 製造メーカー：HAFEMA Water Rides GmbH（独）